# Segundo Gobierno Clavijo
El Segundo Gobierno Clavijo es la composición del gobierno de las Islas Canarias desde el 14 de julio de 2023, durante la XI legislatura del Parlamento de Canarias. Está presidido por Fernando Clavijo.

## Historia
Después de que Coalición Canaria quedase como segunda fuerza en el Parlamento de Canarias tras las elecciones del 28 de mayo de 2023, Fernando Clavijo fue investido como Presidente del Gobierno de Canarias sucediendo al socialista Ángel Víctor Torres y gracias a los votos del PP, ASG y AHI en el Parlamento. La composición del Gobierno Clavijo comenzó el 14 de julio de 2023.
El gobierno está formado por 12 consejerías en total y 1 vicepresidencia, donde se combinan carteras correspondientes a Coalición Canaria y otras al PP y a AHI.

### Consejerías
Estos son los actuales consejeros del gobierno de las Islas Canarias:
| Partido político                                                           |                                  | Coalición Canaria                   | Coalición Canaria |
| Partido político                                                           | Partido Popular de Canarias      |                                     |                   |
| Partido político                                                           | Agrupación Herreña Independiente |                                     |                   |
| Cargo                                                                      | Nombre                           | Nombre                              | Nombre            |
| Presidente del Gobierno                                                    |                                  | Fernando Clavijo Batlle             |                   |
| Vicepresidente                                                             |                                  | Manuel Domínguez González           |                   |
| Consejero de Economía Industria, Comercio y Autónomos                      |                                  | Manuel Domínguez González           |                   |
| Consejero de Obras Públicas, Vivienda y Movilidad                          |                                  | Pablo Rodríguez Valido              |                   |
| Consejera de Hacienda y Relaciones con la Unión Europea                    |                                  | Matilde Pastora Asian González      |                   |
| Consejera de Presidencia, Administraciones Públicas, Justicia y Seguridad  |                                  | Nieves Lady Barreto Hernández       |                   |
| Consejero de Educación, Formación Profesional, Actividad Física y Deportes |                                  | Hipólito Alejandro Suárez Nuez      |                   |
| Consejería de Política Territorial, Cohesión Territorial y Aguas           |                                  | Manuel Miranda Medina               |                   |
| Consejería de Turismo y Empleo                                             |                                  | Jessica de León Verdugo             |                   |
| Consejería de Universidades, Ciencia e Innovación y Cultura                |                                  | Migdalia María Machín Tavío         |                   |
| Consejería de Transición Ecológica y Energía                               |                                  | Mariano Hernández Zapata            |                   |
| Consejería de Bienestar Social, Igualdad, Juventud, Infancia y Familias    |                                  | María Candelaria Delgado Toledo     |                   |
| Consejería de Sanidad                                                      |                                  | Esther María Monzón Monzón          |                   |
| Consejería de Agricultura, Ganadería, Pesca y Soberanía Alimentaria        |                                  | Alejandro Narvay Quintero Castañeda |                   |